# Montévraz
Montévraz est une localité et une ancienne commune suisse du canton de Fribourg, située dans le district de la Sarine.

## Histoire
Originellement composé de Montévraz-Dessus et Montévraz-Dessous, le village fait partie des Anciennes Terres de Fribourg avant d'être inclut dans le district de la Roche en 1798, puis dans celui de Fribourg en 1803. En 1848, le village devient une commune avec les hameaux de Montemblou et Pramathaux et est alors rattaché au district de la Sarine.
Montévraz a fusionné le 1er janvier 2003 avec ses voisines de Bonnefontaine, Essert, Oberried, Praroman et Zénauva pour former la nouvelle commune de Le Mouret.

## Patrimoine bâti
Le village compte une chapelle dédiée à Saint-Pierre (connu comme lieu de pèlerinage sous le nom de Notre-Dame-des-Grâces), ainsi qu'une maison de maître appelée la Petite Riedera qui, comme plusieurs bâtiments, est inscrit comme biens culturels d'importance régionale.